# 卡拉斯運動場

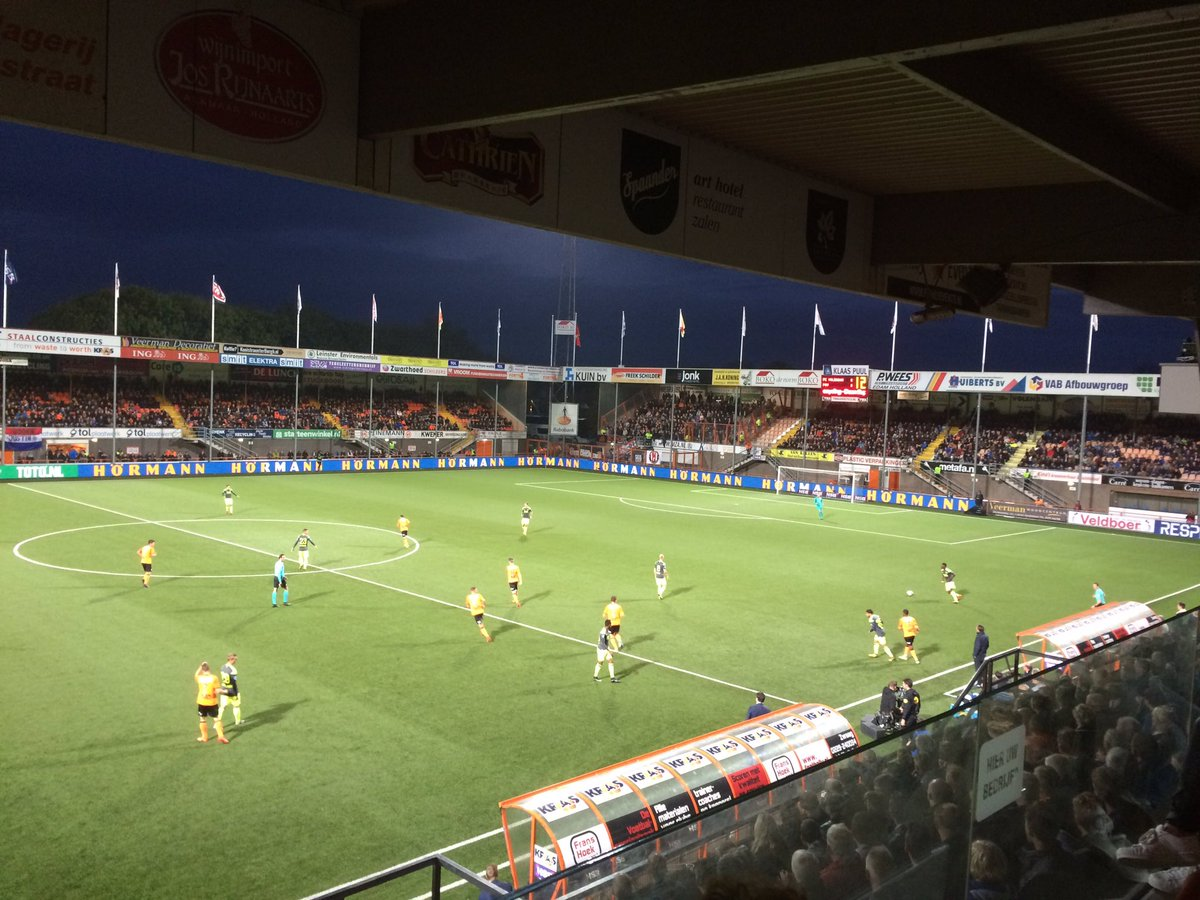
運動場內部

卡拉斯運動場（荷蘭語：Kras Stadion，荷蘭語發音：[ˈkrɑˌstaːdijɔn]）是一座位於荷蘭福伦丹迪多用途運動場。現主要用作荷甲球會禾寧丹足球會的主場。
球場落成於1975年，球場的四個看台共能容納6,800位觀眾。
52°29′40″N 5°03′59″E / 52.49444°N 5.06639°E